# Ray Ewry
Raymond Clarence „Ray” Ewry (ur. 14 października 1873 w Lafayette, zm. 29 września 1937 w Nowym Jorku) – amerykański lekkoatleta, który zdobył osiem złotych medali na igrzyskach olimpijskich w skokach z miejsca co uczyniło go jednym z najbardziej utytułowanych olimpijczyków w historii sportu. W 1983 wybrany do amerykańskiej olimpijskiej galerii sław (United States Olympic Hall of Fame).   

## Życiorys
Jako dziecko chorował na polio przez co jeździł na wózku inwalidzkim – uważano nawet, że będzie sparaliżowany do końca życia ale dzięki ćwiczeniom we własnym domu pokonał chorobę i odzyskał sprawność w nogach. W latach 1890–1897 studiował na Uniwersytecie Purdue, gdzie był kapitanem drużyny biegaczy, a także grał w futbol amerykański. Po uzyskaniu dyplomu inżyniera mechanika przez krótki czas rywalizował w Chicago AA, po czym przeniósł się do Nowego Jorku, gdzie pracował jako inżynier hydraulik i dołączył do New York Athletic Club gdzie w 1898 zdobył pierwszy ze swoich 15 tytułów Amateur Athletic Union, a ostatni w 1910. 
Ray Ewry zdobył osiem złotych medali olimpijskich w 1900, 1904 i 1908, ale współcześnie jest prawie nieznany, ponieważ jego bezprecedensowe sukcesy zostały wywalczone w konkurencjach lekkoatletycznych, których obecnie na igrzyskach już się nie rozgrywa: skoku wzwyż z miejsca, skoku w dal z miejsca i trójskoku z miejsca. Dzięki umiejętności energicznego i wysokiego skakania uzyskał przydomek „Ludzka żaba”.    
Po zakończeniu kariery sportowej Ray Ewry pomógł zaprojektować kotły dla amerykańskich okrętów wojennych służących podczas I wojny światowej i był głównym inżynierem budowy akweduktu, przesyłającego wodę z pasma górskiego Catskill do Nowego Jorku, gdzie zmarł w 1937 w wieku 63 lat. Jego grób znajduje się w rodzinnym mieście Lafayette w stanie Indiana.

## Osiągnięcia
- Letnie Igrzyska Olimpijskie 1900, Paryż
  - Skok w dal z miejsca – 1. miejsce
  - Skok wzwyż z miejsca – 1. miejsce
  - Trójskok z miejsca – 1. miejsce
- Letnie Igrzyska Olimpijskie 1904, Saint Louis
  - Skok w dal z miejsca – 1. miejsce
  - Skok wzwyż z miejsca – 1. miejsce
  - Trójskok z miejsca – 1. miejsce
- Letnie Igrzyska Olimpijskie 1908, Londyn
  - Skok w dal z miejsca – 1. miejsce
  - Skok wzwyż z miejsca – 1. miejsce

Zdobył także dwa złote medale w skoku w dal i wzwyż z miejsca na Olimpiadzie Letniej w Atenach w roku 1906.